# 额驸
额驸（穆麟德轉寫：efu），清代称呼駙馬為額駙，后金努尔哈赤执政时期用以称呼格格的丈夫，其后逐渐制度化，成为清朝皇女、宗室女丈夫的称号。有固伦额驸、和硕额驸、多罗额驸、固山额驸等多种等级:34。

## 历史沿革
后金初期，努尔哈赤时代，尚无正式的册封制度。努尔哈赤诸女与其亲族的女儿被称为格格，而她们的丈夫即被称为额驸。此时文献记录的额驸多出身于满洲、蒙古，汉人仅有一人，即抚顺额驸李永芳。而满洲额驸多以出身建州女真为主:15，19—20。
皇太极时，皇女、宗室女的册封制度逐渐完善。依据嫡庶，皇女分封为固伦公主、和硕公主，她们的丈夫依此受封固伦额驸、和硕额驸。由于满蒙联姻政策的影响，蒙古额驸的规模扩大，已涵盖漠南蒙古的大部分部落。25位蒙古额驸有10人出于科尔沁部，其中科尔沁左翼6人，右翼4人。同时，皇女嫁入蒙古人数增多:22—23。清兵入关后的顺治、康熙年间，清室为稳固政权，与吴三桂、耿继茂、尚可喜三位汉人异姓王家族多有联姻。现代研究者指出，此类额驸所娶宗室女多借用皇帝养女的身份获得破格册封，得以提高其身份和待遇，“实现政治上笼络和控制的目的”。康熙年间，清廷平定三藩之乱，汉人不再封王，亦不再有汉人额驸:14—16。
除皇女外，宗室女多根据父亲身份，享受不同等级的册封，她们的丈夫亦封不同等级的额驸。清兵入关前，即有公主、格格、额驸的冠服规定。其中，“固伦额驸冠服制与超品公同，和硕额驸冠服制与昂邦章京同，多罗额驸冠服制与梅勒章京同，多罗贝勒之婿额驸冠服制与甲喇章京同，固山额驸冠服制与牛录章京同。无官额驸冠服，则依所定服用；若系高官，则按其官品级服用”。乾隆朝《钦定大清会典》规定，“凡额驸之品级，各视其公主、格格之等以为差。尚固伦公主为固伦额驸，品级视固山贝子；尚和硕公主为和硕额驸，品级视超品公……郡主额驸视武职一品；县主额驸视武职二品；郡君额驸视武职三品；县君额驸视武职四品；乡君额驸视武职五品:33—34。”雍正时，和硕纯悫公主的丈夫策棱晋封固伦额驸，已逝世多年的公主亦因此追赠固伦公主。
康熙朝开始，公主、额驸的俸禄、待遇开始制度化。额驸每年的俸禄银两、待遇低于他们的妻子。康熙朝《钦定大清会典》“固伦公主额驸，岁支银二百八十两，米一百四十石；和硕公主额驸岁支银二百五十五两，米一百二十七石五斗；郡主额驸岁支银二百三十两，米一百一十五石；县主额驸岁支银一百八十两，米九十石；郡君额驸岁支银一百五十五两，米七十七石五斗；县君额驸岁支银一百三十两，米六十五石；乡君额驸岁支银一百五两，米五十二石五斗。”:34—35